# Empleurum fragrans
Empleurum fragrans là một loài thực vật có hoa trong họ Cửu lý hương. Loài này được Glover mô tả khoa học đầu tiên năm 1918.